# 캐서린 마든
캐서린 마든(Catherine Mardon)은 캐나다 작가이자 활동가이자 변호사다.

## 전기
캐서린 마든은 오클라호마에서 태어나 그후  플로리다의 세인트 피터스버그에서 오랜 세월을 보냈다. 그녀는 현재 캐나다에 거주중이다. 그녀의 학문적 배경으로는 오클라호마 주립 대학의 농업 과학 학사, 오클라호마 대학에서 법학 박사, 뉴먼 대학에서 예술 학사가 있다. 그녀는 캐나다 앨버타주 에드먼턴에 있는 Newman Theological College에서 신학 연구로 석사 학위를 받았다.
마든은 농부, 교육 단체, 노숙자를 위한 사회 정의 문제에 대한 연사로 일해 온 사회 활동가이다. 그녀는 1988년에 오클라호마 주 변호사 자격을 얻었다. 그녀의 법률 업무에는 대교구 재판소 업무, 사형 항소, 다양한 저소득 문제가 포함되어있다. 마든은 또한 180명이 넘는 자원봉사자 중재자 모집, 훈련, 감독 및 평가를 담당하는 중재 트레이너였다.
하지만 1991년 백인 우월주의 단체의 지도자에 대한 증언을 제공했다는 이유로 공격을 받은 후, 그녀는 신체적 부상, 외상성 뇌 손상 및 PTSD를 겪었다. 이후 그녀는 장애인 옹호자가 되었다.
마든은 정신 질환에 관한 많은 책과 18개의 다른 언어로 번역된 일련의 아동 도서를 저술했다.
그녀는 동료 작가이자 활동가인 Austin Mardon 과 결혼했다.

## 수상 및 영예
- 교황의 기사 작위 를 받은 성 실베스터 기사단장(2017)[22]
- 자원봉사자 소버린 메달(2018)[23]
- 명예 장교 Northwest Zone, 캐나다 육군 생도 리그, (2018)
- Regent's Distinguished Scholar - Oklahoma State University[1]
- 마리아 메달 - 전국 가톨릭 주교 협의회[1]
- 엘리자베스 2세 여왕 다이아몬드 쥬빌리 메달 (2012)[1]
- 교구장 - 가톨릭 여성 연맹[1]
- 에드먼턴 대교구[1]
- 2016 True Grit Award - 정신 건강 및 중독에 관한 Alberta's Circle 부지사[24]
- 재판 변호사 협회, Roscoe Hogan 환경법 에세이 경연 대회, 주 수상, 전국 결선 진출자, 1987.
- 알파 제타(National Agriculture Honor Society), 1984.
- Xi Sigma Pi (National Forestry Honor Society), 1983
- 전 회장 – 가톨릭 여성 연맹, St. Alphonsus, Edmonton[1]
- 전 대통령 - 외국 전쟁 참전 용사 보조[1]